# Gouvernement Cerar
République de Slovénie
Bratušek Šarec
Le gouvernement Cerar (en slovène : 12. vlada Republike Slovenije) est le gouvernement de la république de Slovénie entre le 18 septembre 2014 et le 13 septembre 2018, durant la 7e législature de l'Assemblée nationale.
Il est dirigé par le social-libéral Miro Cerar, vainqueur à la majorité relative des élections législatives. Composé de trois partis de centre gauche, il succède au gouvernement d'Alenka Bratušek et cède le pouvoir au gouvernement de Marjan Šarec.

## Historique
Dirigé par le nouveau président du gouvernement centriste Miro Cerar, ce gouvernement est constitué et soutenu par une coalition entre le Parti du centre moderne (SMC), le Parti démocrate des retraités slovènes (DeSUS) et les Sociaux-démocrates (SD). Ensemble, ils disposent de 52 députés sur 90, soit 57,8 % des sièges de l'Assemblée nationale.
Il est formé à la suite des élections législatives anticipées du 13 juillet 2014.
Il succède donc au gouvernement de la sociale-libérale Alenka Bratušek, constitué et soutenu par Slovénie positive (PS), les SD, la Liste civique (DL) et le DeSUS.

### Formation
Au cours du scrutin, le Parti de Miro Cerar (SMC), fondé quelques semaines plus tôt par des universitaires et des entrepreneurs, l'emporte largement avec 34,6 % des suffrages exprimés, après une campagne axée sur le retour de la morale dans la vie politique. Il devance ainsi de 14 points le Parti démocratique slovène (SDS) de Janez Janša, incaracéré pour corruption.
Proposé le 19 août par le président de la République Borut Pahor pour diriger le futur gouvernement, Cerar est confirmé par l'Assemblée nationale le 25 août avec 57 voix favorables. Il bénéficie alors du soutien du SMC, du DeSUS, des SD, ainsi que de l'Alliance d'Alenka Bratušek (ZAB) et des députés des minorités ethniques.
L'accord de coalition entre le Parti de Miro Cerar, le Parti des retraités et les Sociaux-démocrates est signé le 8 septembre, et le nouvel exécutif reçoit la confiance des députés dix jours plus tard, par 54 voix pour et 25 contre après un débat parlementaire de dix heures.

### Succession
Miro Cerar annonce sa démission le 14 mars 2018, juste après que la Cour constitutionnelle a annulé le résultat du référendum du 24 septembre 2017 sur un projet d'infrastructure soutenu par le président du gouvernement. Il expédie alors les affaires courantes. Aux élections législatives du 3 juin suivant, le SDS de Janez Janša arrive en tête avec 25 % des voix, tandis que le SMC est distancé avec à peine 9,8 %. Plus de deux mois après le scrutin, l'indépendant Marjan Šarec, deuxième du scrutin, accède au pouvoir dans le cadre d'un gouvernement minoritaire de cinq partis, dans lequel Cerar dirige la diplomatie.

## Composition

### Initiale (18 septembre 2014)
| Fonction | Titulaire | Titulaire                            | Parti |
| --- | --------- | ------------------------------------ | ----- |
| Président du gouvernement |           | Miro Cerar                           | SMC   |
| Vice-président du gouvernement Ministre sans portefeuille Chargé du Développement, des Projets stratégiques et de la Cohésion |           | Violeta Bulc (jusqu'au 10/10/2014)   | SMC   |
| Vice-président du gouvernement Ministre des Affaires étrangères                                                               |           | Karl Erjavec                         | DeSUS |
| Vice-président du gouvernement Ministre de l'Agriculture, des Forêts et de l'Alimentation                                     |           | Dejan Židan                          | SD    |
| Ministre de l'Intérieur |           | Vesna Györkös Žnidar                 | SMC   |
| Ministre de la Défense |           | Janko Veber                          | SD    |
| Ministre des Finances |           | Dušan Mramor                         | SMC   |
| Ministre du Développement économique et de la Technologie                                                                     |           | Jožef Petrovič (jusqu'au 18/10/2014) | SMC   |
| Ministre de la Justice |           | Goran Klemenčič                      | SMC   |
| Ministre de l'Administration publique                                                                                         |           | Boris Koprivnikar                    | SMC   |
| Ministre du Travail, de la Famille, des Affaires sociales et de l'Égalité des chances                                         |           | Anja Kopač Mrak                      | SD    |
| Ministre de la Santé |           | Milojka Kolar                        | SMC   |
| Ministre de l'Éducation, de la Science et des Sports                                                                          |           | Stanka Cankar                        | SMC   |
| Ministre des Infrastructures                                                                                                  |           | Peter Gašperšič                      | SMC   |
| Ministre de la Culture |           | Julijana Bizjak Mlakar               | DeSUS |
| Ministre de l'Environnement et de l'Aménagement du territoire                                                                 |           | Irena Majcen                         | DeSUS |
| Ministre sans portefeuille Chargé des Slovènes de l'étranger                                                                  |           | Gorazd Žmavc                         | DeSUS |

### Remaniement du 19 novembre 2014
- Les nouveaux ministres sont indiqués en gras, ceux ayant changé d'attributions en italique.

| Fonction                                                                                       | Titulaire | Titulaire                                                              | Parti |
| ---------------------------------------------------------------------------------------------- | --------- | ---------------------------------------------------------------------- | ----- |
| Président du gouvernement                                                                      |           | Miro Cerar                                                             | SMC   |
| Vice-président du gouvernement Ministre de l'Administration publique                           |           | Boris Koprivnikar                                                      | SMC   |
| Vice-président du gouvernement Ministre des Affaires étrangères                                |           | Karl Erjavec                                                           | DeSUS |
| Vice-président du gouvernement Ministre de l'Agriculture, des Forêts et de l'Alimentation      |           | Dejan Židan                                                            | SD    |
| Ministre de l'Intérieur                                                                        |           | Vesna Györkös Žnidar                                                   | SMC   |
| Ministre de la Défense                                                                         |           | Janko Veber (jusqu'au 09/04/2015)                                      | SD    |
| Ministre des Finances                                                                          |           | Dušan Mramor                                                           | SMC   |
| Ministre du Développement économique et de la Technologie                                      |           | Zdravko Počivalšek (à partir du 04/12/2014)                            | SMC   |
| Ministre de la Justice                                                                         |           | Goran Klemenčič                                                        | SMC   |
| Ministre du Travail, de la Famille, des Affaires sociales et de l'Égalité des chances          |           | Anja Kopač Mrak                                                        | SD    |
| Ministre de la Santé                                                                           |           | Milojka Kolar                                                          | SMC   |
| Ministre de l'Éducation, de la Science et des Sports                                           |           | Stanka Cankar (jusqu'au 06/03/2015) Klavdija Markež (30/03-01/04/2015) | SMC   |
| Ministre des Infrastructures                                                                   |           | Peter Gašperšič                                                        | SMC   |
| Ministre de la Culture                                                                         |           | Julijana Bizjak Mlakar                                                 | DeSUS |
| Ministre de l'Environnement et de l'Aménagement du territoire                                  |           | Irena Majcen                                                           | DeSUS |
| Ministre sans portefeuille Chargé des Slovènes de l'étranger                                   |           | Gorazd Žmavc                                                           | DeSUS |
| Ministre sans portefeuille Chargé du Développement, des Projets stratégiques et de la Cohésion |           | Alenka Smerkolj                                                        | SMC   |

### Remaniement du 13 mai 2015
- Les nouveaux ministres sont indiqués en gras, ceux ayant changé d'attributions en italique.

| Fonction                                                                                       | Titulaire | Titulaire                                                                                                 | Parti |
| ---------------------------------------------------------------------------------------------- | --------- | --- | ----- |
| Président du gouvernement                                                                      |           | Miro Cerar                                                                                                | SMC   |
| Vice-président du gouvernement Ministre de l'Administration publique                           |           | Boris Koprivnikar                                                                                         | SMC   |
| Vice-président du gouvernement Ministre des Affaires étrangères                                |           | Karl Erjavec                                                                                              | DeSUS |
| Vice-président du gouvernement Ministre de l'Agriculture, des Forêts et de l'Alimentation      |           | Dejan Židan (jusqu'au 23/08/2018)                                                                         | SD    |
| Ministre de l'Intérieur                                                                        |           | Vesna Györkös Žnidar                                                                                      | SMC   |
| Ministre de la Défense                                                                         |           | Andreja Katič                                                                                             | SD    |
| Ministre des Finances                                                                          |           | Dušan Mramor (jusqu'au 13/07/2016) Alenka Smerkolj (intérim) Mateja Vraničar Erman (depuis le 24/08/2016) | SMC   |
| Ministre du Développement économique et de la Technologie                                      |           | Zdravko Počivalšek                                                                                        | SMC   |
| Ministre de la Justice                                                                         |           | Goran Klemenčič                                                                                           | SMC   |
| Ministre du Travail, de la Famille, des Affaires sociales et de l'Égalité des chances          |           | Anja Kopač Mrak                                                                                           | SD    |
| Ministre de la Santé                                                                           |           | Milojka Kolar                                                                                             | SMC   |
| Ministre de l'Éducation, de la Science et des Sports                                           |           | Maja Makovec Brenčič                                                                                      | SMC   |
| Ministre des Infrastructures                                                                   |           | Peter Gašperšič                                                                                           | SMC   |
| Ministre de la Culture                                                                         |           | Julijana Bizjak Mlakar (jusqu'au 25/04/2016) Tone Peršak (à partir du 20/05/2016)                         | DeSUS |
| Ministre de l'Environnement et de l'Aménagement du territoire                                  |           | Irena Majcen                                                                                              | DeSUS |
| Ministre sans portefeuille Chargé des Slovènes de l'étranger                                   |           | Gorazd Žmavc                                                                                              | DeSUS |
| Ministre sans portefeuille Chargé du Développement, des Projets stratégiques et de la Cohésion |           | Alenka Smerkolj                                                                                           | SMC   |